# Champeta
La Champeta és un fenomen musical i cultural, de fet social i gènere musical d'origen local de les zones afrodescendents i no com un gènere dels barris marginals de Cartagena d'Índies posat que és un gènere actualment conegut a tot el món, més tard estenent-se a altres ciutats de la regió com Barranquilla i Santa Marta entre d'altres; vinculat a la cultura del corregimiento del Palenque de Sant Basilio i influenciat per gèneres de colònies africanes així com del continent africà. Quan la Champeta va entrar al món comercial, va trobar en els picós (grans "equipaments de so" nascuts a Cartagena) la seva més gran plataforma de difusió.
La Champeta sorgeix com a apel·latiu o fet social en els anys 1930, com a ball en els anys 70's i com a gènere musical en els anys 80's.

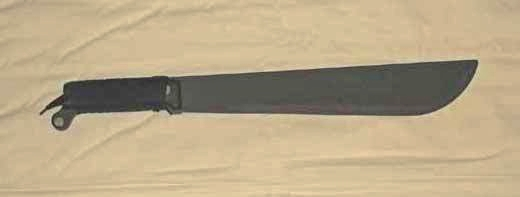
Ganivet champeta o machetilla.

Sense tenir-se una data exacta, els investigadors socioculturals i els sociòlegs han determinat que d'abans dels mil nou-cents vint s'ha dit champetuo als habitants de barris allunyats del centre de Cartagena, associats als estrats més pobres i de característiques afrodescendents.
Aquest apel·latiu va ser posat per l'elit econòmica en un intent de menysprear a aquesta cultura supervivent. Aquest nom, antigament acceptat i transformat, es va crear per la relació de l'esmentada població amb la machetilla "champeta", i s'associava a elements de vulgaritat, pobresa i negritud. D'aquesta manera és una cultura amb un passat històricament marcada per l'esclavitud i el maltractament, centrada als barris més antics situats a la Illa Caiman, actualment dita Olaya i el barri Pozón.
A la primeria dels anys 1970 aquest procés cultural, que fins llavors incloïa els seus entorns, la seva manera de parlar, la seva manera de ser i les seves festes; es fa més visible a Colòmbia pel desenvolupament d'una sèrie de balls complexos amb bases rítmiques procedents de gèneres com la salsa i el jíbaro, en el qual després entrà també el reggae. Aquesta música es posava a tot volum en grans altaveus, dits per la seva població picós basant-se en l'estrangerisme pick up; fenomen cultural en la música que d'ençà dels anys 1960 emergia en tota Amèrica llatina. Aquests primers balls, per la seva condició relaxant i lluny dels problemes econòmics del país, van ser dits teràpia.
Però tan sols cap al 1981 neix per la primera vegada a Cartagena la música cantada i interpretada: la teràpia criolla, construïda pel primer cop per personatges cartageneros afrodescendents i palanquers de Sant Basilio, en la qual després entraren cantautors i mercats de Barranquilla i en altres llocs del país.
Aquesta nova música va acollir com a principal mitjà de difusió els altaveus "picó" anteriorment utilitzats per a salsa, jíbaro i reggae; en la seva majoritat es van dedicar exclusivament a la difusió d'aquest nou gènere musical, que era aleshores inspirat de discos d'origen africà duts als ports de Cartagena, així com colònies euroafricanes. Després, el gènere musical mateix va passar de rebre el nom de teràpia criolla al de teràpia colombiana i finalment va adoptar el seu nom associat amb la cultura identitària champeta.
Tenint en compte les diferents travessies que feien persones lligades a aquest nou gènere a Cartagena d'Índies a països de les Antilles i a França per a l'adquisició de nous discos que anomenaven "champeta africana" que inspiraven el fenomen musical a Colòmbia.

## Aspectes culturals i fet social

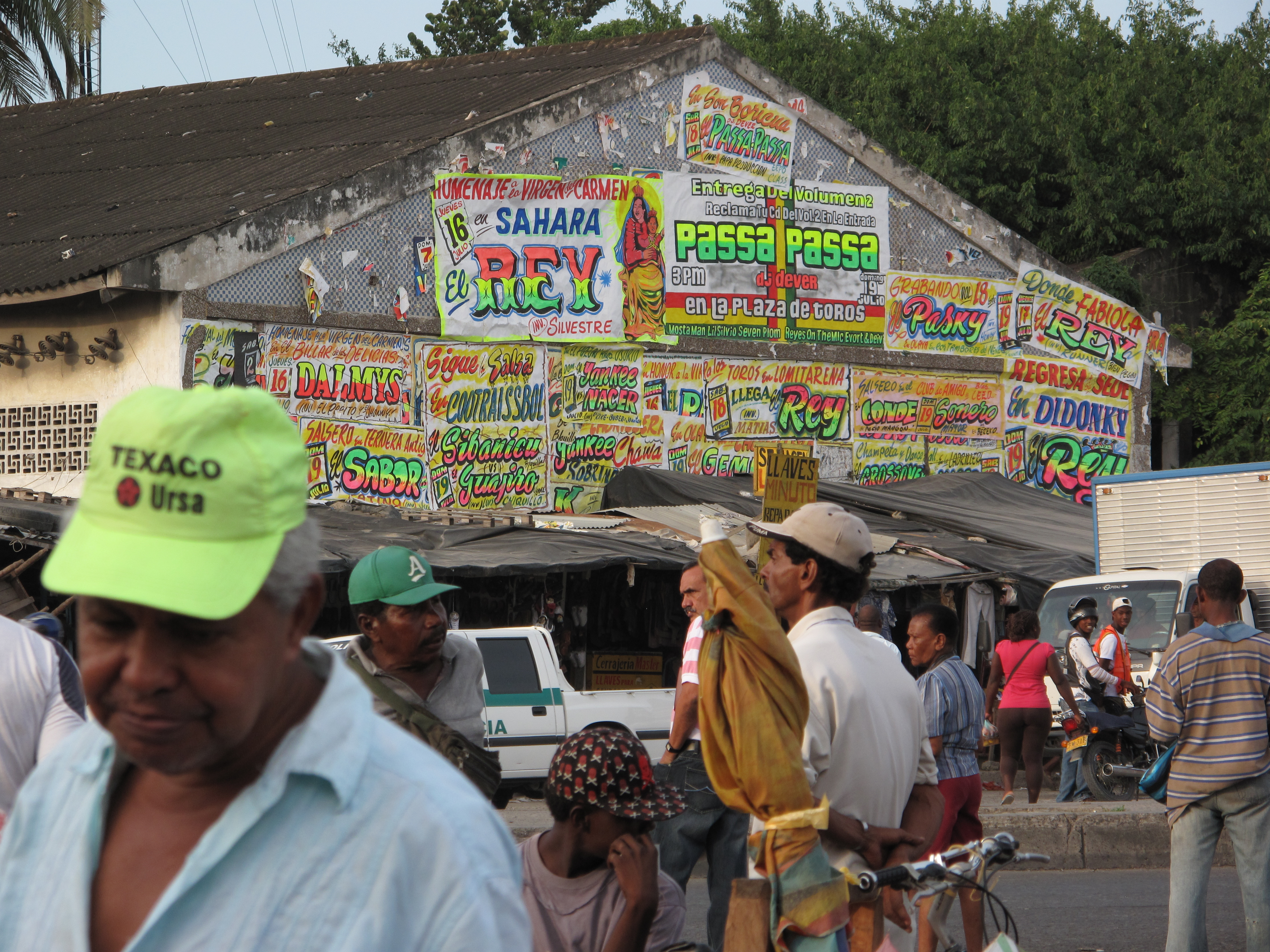
Cartells promocionals de concerts de Champeta al Mercat de Bazurto, Cartagena d'Índies

La concepció clàssica de la champetería o champetudismo —champetuísmo en crioll espanyol posseeix quatre aspectes importants: l'expressió musical, el seu argot distintiu, els "Picós" i els perreos —festes i revetlles—. Hi ha qui dona la mateixa importància a altres aspectes, com el ball, l'activitat "política", el disseny de la roba, l'aspecte audiovisual dels seus vídeos, i la resta d'elements culturals. Recentment aquesta cultura de fet social s'ha apropiat aspectes artístics diferencials al gènere musical mateix, com són els manifestos al cinema, la literatura i en les arts plàstiques. En la conferència Champeta: la Verdad del Cuento, l'investigador Enrique Luis Muñoz fa notar, com en els ambients salsers de Cartagena, ja s'emprava l'expressió champetúo fora del context culinari per a designar la persona problemàtica i de maneres rústiques, això és, com a sinònim de lleig i “coralibe” o “coralón”.
Revisar el nom dels "picós" més famosos és retrobar-se, revisitar, el predomini de la salsa del món de la caseta o revetlla: El Comte, El Timbalero, El Sibanicú, El pijuán, El Ché, El Fidel o El Rojo—pel disc Rojo de Ray Barretto— són proves com amb música i ritme, els costeños es reconeixen no solament com a part del Carib hispanòfon, en la llatinoamericanitat, sinó també en aquest Gran Carib plurilingüe, més obert a l'heretatge de la mare Àfrica.

## Música champeta
És un ritme contemporani que va néixer fa 42 anys a la ciutat de Cartagena d'Índies (Colòmbia) amb una gran influència del corregimiento de Sant Basilio de Palenque i que per mitjà de les trobades de Música del Carib dels anys 1980 que es tenien a Cartagena es va escampar després a escala nacional i va influir recíprocament en gèneres internacionals similars com el Raggamuffin i altres.
El gènere Teràpia va néixer com una adaptació de ritmes africans (soukous, highlife, mbquanga, juju) amb vibracions antillanes (rap-reggae, kompà haitià, zouk, soca i calipso) i influències de la música descendent ndígena i afrocolombiana (bullerengue, mapalé, zambapalo i xalupa). Aquesta fusió de ritmes va configurar una nova cultura musical urbana en el context del Carib, que es va consolidar en les barriades cartageneres a mitjan anys 1980.
Després, en la dècada de 1990 va sofrir una sèrie de canvis tant en els seus continguts, com en la seva música, acompanyat de fenòmens digitals, plaques (intervencions arrítmiques) i essent tant estimada com rebutjada per les elits del país, creant així un gènere força diferenciat dels seus orígens que el van inspirar.
En els seus començaments es va difondre gràcies als potents equipaments de so dits "picós" (pick-up) que sonen en les revetlles o casetes. Es caracteritza perquè la base rítmica preval sobre les línies melòdiques i harmòniques, convertint-la en una expressió musical ballable en la qual predominen una força i una plasticitat desbordants. Els instruments emprats en l'execució d'aquest alegre i contagiós ritme són la veu, la bateria, les guitarres elèctriques, el baix, les congues i el sintetitzador, que afegeix efectes rítmics.
Aquest gènere musical té, com els seus elements únics, una divisió temporal de tres acceleracions, la música inicial, el cor i un tercer element anomenat espeluque, que és propi de ritmes forts i repetitius acompanyat en general de plaques (intervencions digitals)
Amb un llenguatge popular i ple d'inventives els champeteros canten les seves vivències. Les lletres, sobreposades a pistes africanes o amb música original, palesen l'actitud contestatària dels sectors afrocartageners discriminats, que critiquen l'exclusió social i econòmica o expliquen els seus somnis de canvi i progrés.

## Músics intèrprets de Champeta
Abril i Soto (2002) esmenten com els "estels de la champeta" aquells artistes que han aconseguit a transcendir l'entorn local i signar contractes amb els grans segells discogràfics nacionals i internacionals.
D'ençà del sorgiment de la champeta fins a l'actualitat se'n pot esmentar:
- El Sayayín (Jhon Jairo Sayas Díaz),
- Yao & Zaa,
- Mr Black El Presidente (Edwin Antequera),
- El Afinaito (Sergio Liñan),
- Kevin Flórez (Kevin Rafael Florez),
- Twister el Rey (Israel Goméz),
- Zaider (Zaider junior Peralta),
- Young F,
- Jhonky (John Eister Gutiérrez Cassiani),
- El Yinker (Jordan García),
- Papo Man (Milton Torres Reyes),
- Álvaro El Bàrbar (Álvaro Zapata),
- El Rasta (Louis Towers),
- Elio Boom (Francisco Corrales),
- Anne Swing (Viviano Torres),
- Charles King (Carlos Reyes),
- Eddy Jey,
- El Encanto,

Aquest darrer en la seva intenció de millorar la imatge del mot champeta, insistentment n'amaga el significat d'aspecte social i en el seu discurs no desitja que s'associï amb res més que música o gènere musical comercial, ocultant qualsevol altre significat com la seva relació amb la machetilla, amb el passat històric respecte de la condició ètnica econòmica dels afrocartageners, amb la seva relació amb els "picós", amb la seva condició en les arts plàstiques, amb el cinema popular i amb la manera de parlar o de vestir-se. I lluny de tot això més aviat sempre manté associacions amb els fenòmens místic i simbòlic d'Àfrica i de palenque, i en els seus dissenys es remet més al rastafari que a l'identitari de la ciutat de Cartagena d'Índies o dels pobles de bolívar. Torres també com a fenomen important de la champeta va agrupar als primers cantants d'aquest gènere en el grup musical Anne Swing que va tenir un succés internacional a la fi de la dècada dels 1980s, arribant a ser en els Top 40 dels Estats Units.

### Intèrprets connexos a la champeta
- El cantant Carlos Vives realitza una fusió de Teràpia-Champeta amb ritmes del Carib en la cançó Pa' Mayte i deixa veure part d'aquesta influència en altres temes.[6]
- El cantant de salsa Joe Arroyo dedicat a ressaltar els afro-descendents i autòctons del Carib i Cartagena, mescla diverses influències musicals, fonamentalment amb els gèneres negres com la champeta, anomenada en molts dels seus discos amb la crossa de ”champetuo” com per exemple La rebelión.
- La cantant Colombiana Shakira, al costat del seu grup de ballarins, va ballar champeta en l'espectacle de mig temps de la final de football dels Estats Units “Super Bowl” 2020 a la ciutat de Miami, suscitant un interès especial per aquest ritme, fent descloure una tendència a les xarxes socials denominada champetachallenge.

## Al cinema
Cimarrones al filo de la champeta (2008) del seu productor i director Jorge Benítez, és la primera pel·lícula d'aquesta cultura que es basa pròpiament en el quotidià i l'estereotip de ser champetudo.
La gorra, realitzat per Andres Lozano Pineda també en el (2008).
Bandoleros (2006) del seu Director Erlyn Salgado d'origen Palenquer-Cartagener va ser reconeguda com la primera manifestació fílmica d'aquesta cultura champeta per persones estudioses del tema com són el periodista Ricardo Chica, i l'investigador Rafael Escallón. Aquesta pel·lícula va ser filmada amb un telèfon i una càmera Handicam i té la seva més gran creativitat per haver-se fet circular utilitzant el mercat informal, que és habitual en la música Teràpia, per a ser distribuïda.
"3 Golpes" (2019) escrita per Manuel i Andrés Lozano Pineda per Telecaribe, és una història on la champeta és protagonista. Cantants com Elio Boom, Louis Tower, Melchor el Cruel, Mr Black i Kevin Flórez són artistes convidats.